# Erzbistum Ciudad Bolívar

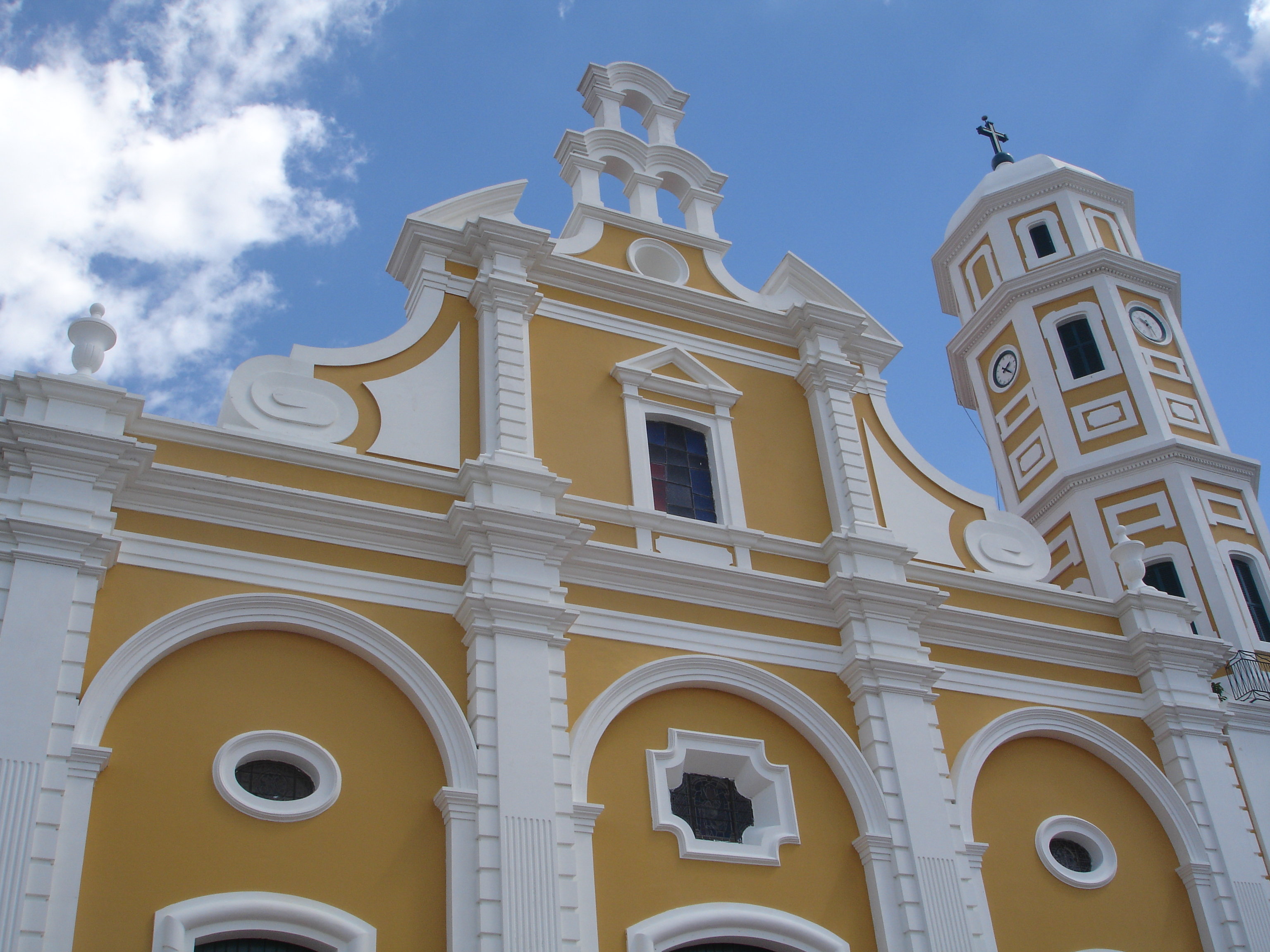
Catedral de Santo Tomás

Das Erzbistum Ciudad Bolívar (lateinisch Archidioecesis Civitatis Bolivarensis, spanisch Archidiócesis de Ciudad Bolívar) ist eine in Kolumbien gelegene römisch-katholische Diözese mit Sitz in Ciudad Bolívar. Es umfasst einen Teil des venezolanischen Bundesstaates Bolívar.

## Geschichte
Papst Pius VII. gründete das Bistum Santo Tomás de Guayana am 20. Mai 1790 aus Gebietsabtretungen des Bistums Puerto Rico. Es wurde dem Erzbistum Santo Domingo als Suffragandiözese unterstellt. Mit der Bulle In universalis Ecclesiae regimine wurde es am 24. November 1803 Teil der Kirchenprovinz des Erzbistums Caracas.
Am 2. Januar 1953 nahm es den Namen „Bistum Ciudad Bolívar“ an. Mit der Apostolischen Konstitution Magna quidem wurde es am 21. Juni 1958 in den Rang eines Metropolitanerzbistums erhoben.
Teile seines Territoriums verlor es zugunsten der Errichtung folgender Gebiete:
- am 23. Februar 1818 an das Apostolische Vikariat Trinidad
- am 4. März 1922 an das Apostolisches Vikariat Caroní
- am 5. Februar 1932 an das Apostolische Vikariat Puerto Ayacucho
- am 7. Juni 1954 an das Bistum Barcelona
- am 24. Mai 1958 an das Bistum Maturín
- am 20. August 1979 an das Bistum Ciudad Guayana

## Ordinarien

### Bischöfe von Santo Tomás de Guayana
- Francisco de Ibarra y Herrera (19. Dezember 1791 – 14. Dezember 1798, dann Bischof von Caracas, Santiago de Venezuela)
- José Antonio García Mohedano (11. August 1800 – 17. Oktober 1804; gestorben)
- José Cabello Bentura (1809–1817; gestorben)
- Mariano Talavera y Garcés (15. Dezember 1828 – 1842; zurückgetreten)
- Mariano Fernández Fortique (12. Juli 1841 – 6. Februar 1854; zurückgetreten)
- José Manuel Arroyo Niño (19. Juni 1856 – 30. November 1884; gestorben)
- Manuel Felipe Rodríguez Delgado (30. Juli 1885 – 13. Dezember 1887; gestorben)
- Antonio María Durán (25. September 1891 – 18. Juli 1917; gestorben)
- Sixto Sosa Díaz (5. Dezember 1918 – 16. Juni 1923, dann Bischof von Cumaná)
- Miguel Antonio Mejía (19. Juni 1923 – 8. Oktober 1947; gestorben)
- Juan José Bernal Ortiz (21. Oktober 1949 – 2. Januar 1953)

### Bischof von Ciudad Bolívar
- Juan José Bernal Ortiz (2. Januar 1953 – 21. Juni 1958)

### Erzbischöfe von Ciudad Bolívar
- Juan José Bernal Ortiz (21. Juni 1958 – 25. Juli 1965, dann Erzbischof ad personam von Los Teques)
- Crisanto Darío Mata Cova (30. April 1966 – 26. Mai 1986; emeritiert)
- Medardo Luis Luzardo Romero (26. Mai 1986 – 27. August 2011)
- Ulises Antonio Gutiérrez Reyes OdeM (seit 27. August 2011)

## Statistik
| Jahr | Bevölkerung | Bevölkerung | Bevölkerung | Priester   | Priester           | Priester         | Priester               | Ständige Diakone | Ordensleute | Ordensleute | Pfarreien |
| Jahr | Katholiken  | Einwohner   | %           | Gesamtzahl | Diözesan- priester | Ordens- priester | Katholiken je Priester | Ständige Diakone | männlich    | weiblich    | Pfarreien |
| ---- | ----------- | ----------- | ----------- | ---------- | ------------------ | ---------------- | ---------------------- | ---------------- | ----------- | ----------- | --------- |
| 1950 | 378.000     | 385.000     | 98,2        | 30         | 18                 | 12               | 12.600                 |                  |             |             | 30        |
| 1966 | 235.800     | 263.000     | 89,7        | 43         | 22                 | 21               | 5.483                  |                  | 21          | 75          | 21        |
| 1970 | 305.000     | 330.000     | 92,4        | 48         | 22                 | 26               | 6.354                  |                  | 28          | 96          | 27        |
| 1976 | 373.000     | 406.665     | 91,7        | 51         | 23                 | 28               | 7.313                  |                  | 37          | 108         | 34        |
| 1980 | 243.000     | 269.762     | 90,1        | 31         | 18                 | 13               | 7.838                  | 3                | 14          | 51          | 27        |
| 1990 | 300.000     | 320.000     | 93,8        | 22         | 14                 | 8                | 13.636                 |                  | 9           | 70          | 16        |
| 2000 | 460.750     | 475.000     | 97,0        | 29         | 18                 | 11               | 15.887                 |                  | 11          | 70          | 23        |
| 2006 | 547.000     | 570.000     | 96,0        | 32         | 19                 | 13               | 17.093                 | 2                | 13          | 53          | 25        |
| 2016 | 614.306     | 646.744     | 95,0        | 40         | 32                 | 8                | 15.357                 | 2                | 8           | 53          | 25        |